# 米尔波特 (阿拉巴马州)
米尔波特（英文：Millport），是美国阿拉巴马州下属的一座城市。面积约为5.49平方英里（约合14.23平方公里）。根据2010年美国人口普查，该市有人口1,049人，人口密度为190.97/平方英里（约合73.72/平方公里）。